# Lomariopsis lineata
Lomariopsis lineata là một loài thực vật có mạch trong họ Lomariopsidaceae. Loài này được (C. Presl) Holttum mô tả khoa học đầu tiên năm 1969.